# Stachys turneri
Stachys turneri là một loài thực vật có hoa trong họ Hoa môi. Loài này được Rzed. & Calderón miêu tả khoa học đầu tiên năm 1995.